# Pont-Sainte-Marie
Pour les articles homonymes, voir Pont.

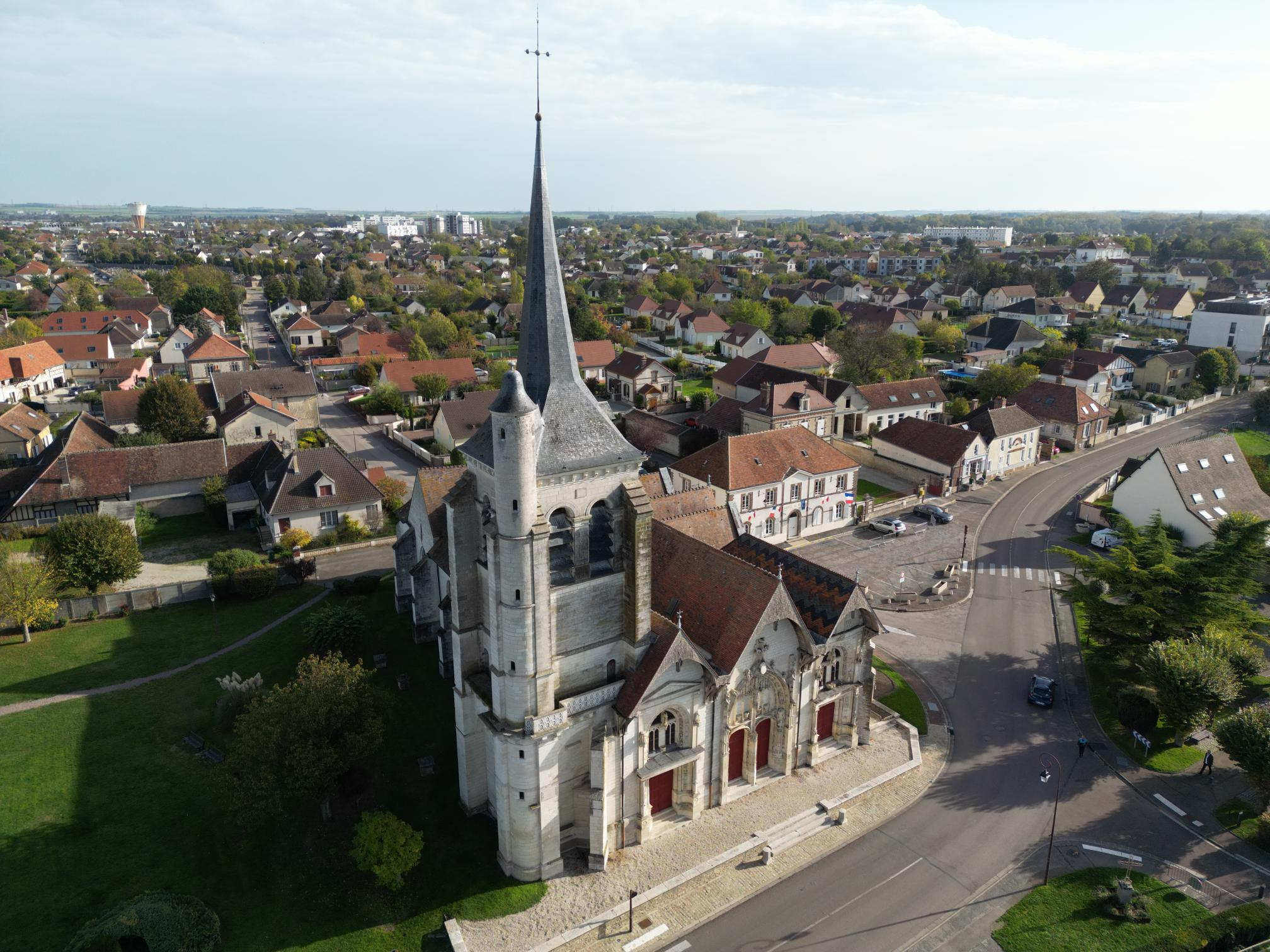
Notre Dame de l'Assomption

Pont-Sainte-Marie est une commune française située dans le département de l'Aube, en région Grand Est.
Ses habitants sont appelés les Mariepontains et Mariepontaines.
Pont-Sainte-Marie fait partie de la communauté d'agglomération Troyes Champagne Métropole.

## Géographie
| Lavau  |                   | Creney-près-Troyes       |
|        | Pont-Sainte-Marie |                          |
| Troyes |                   | Saint-Parres-aux-Tertres |

Située dans le nord-est de la France et au centre du département de l'Aube, la commune de Pont-Sainte-Marie est traversée par la Seine.

### Hydrographie
La commune est dans la région hydrographique « la Seine de sa source au confluent de l'Oise (exclu) » au sein du bassin Seine-Normandie. Elle est drainée par la Barse, le Melda, le canal du Labourat, la Fosse des Crevautes et la noue des Tirverts,.
La Barse, d'une longueur de 50 km, prend sa source dans la commune de Puits-et-Nuisement et se jette  dans la Seine à La Chapelle-Saint-Luc, après avoir traversé 17 communes.

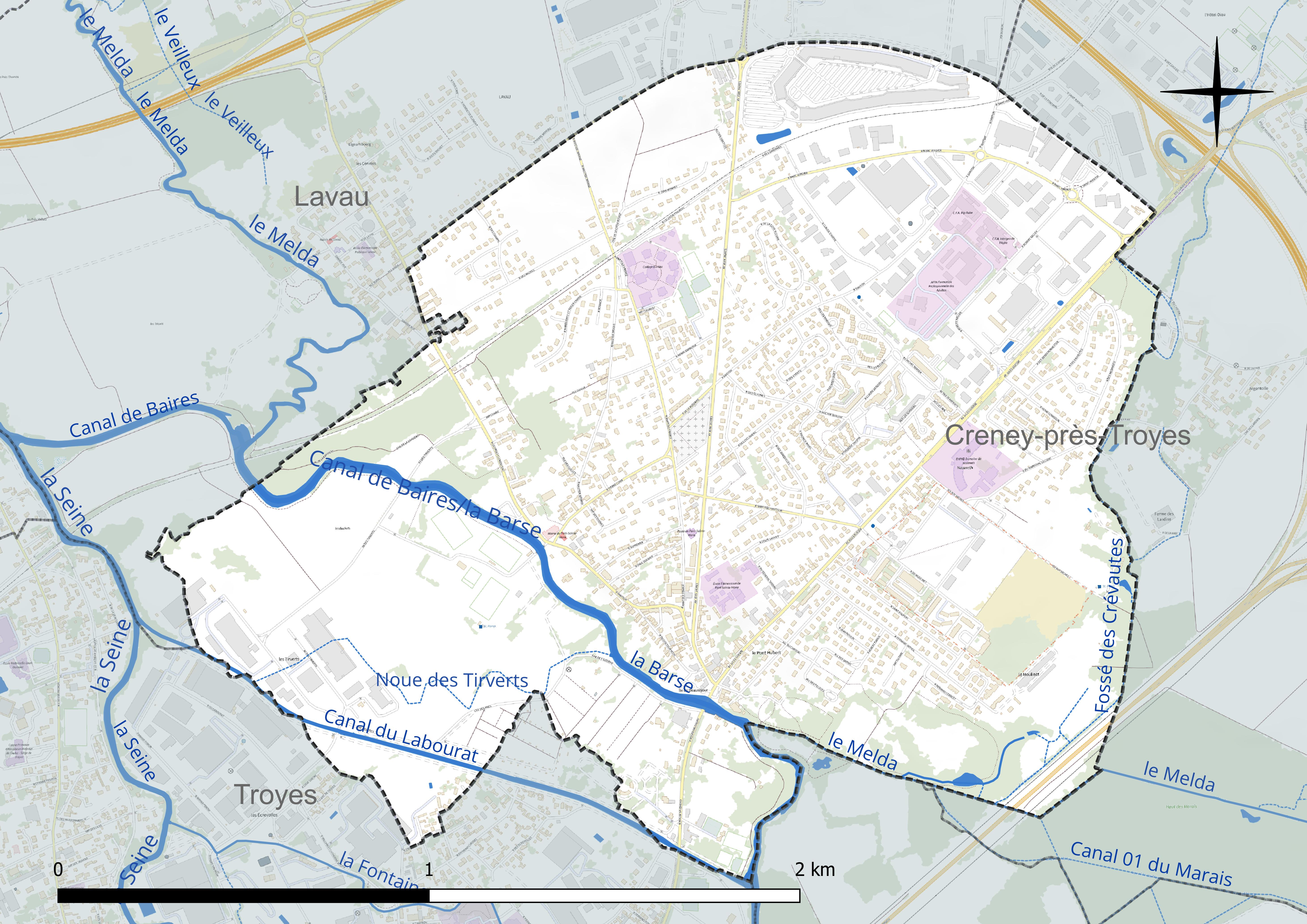
Réseau hydrographique de Pont-Sainte-Marie.

Le Melda, d'une longueur de 12 km, prend sa source dans la commune de Laubressel et se jette  dans la Barse sur la commune, après avoir traversé sept communes.

### Climat
Pour des articles plus généraux, voir Climat du Grand Est et Climat de l'Aube.
En 2010, le climat de la commune est de type climat océanique dégradé des plaines du Centre et du Nord, selon une étude du Centre national de la recherche scientifique s'appuyant sur une série de données couvrant la période 1971-2000. En 2020, Météo-France publie une typologie des climats de la France métropolitaine dans laquelle la commune est exposée à un climat océanique altéré et est dans une zone de transition entre les régions climatiques « Nord-est du bassin Parisien » et « Lorraine, plateau de Langres, Morvan ».
Pour la période 1971-2000, la température annuelle moyenne est de 10,6 °C, avec une amplitude thermique annuelle de 15,8 °C. Le cumul annuel moyen de précipitations est de 697 mm, avec 11,3 jours de précipitations en janvier et 8 jours en juillet. Pour la période 1991-2020, la température moyenne annuelle observée sur la station météorologique de Météo-France la plus proche, « Troyes-Barberey », sur la commune de Barberey-Saint-Sulpice à 5 km à vol d'oiseau, est de 11,3 °C et le cumul annuel moyen de précipitations est de 644,6 mm. 
La température maximale relevée sur cette station est de 41,8 °C, atteinte le 25 juillet 2019 ; la température minimale est de −23 °C, atteinte le 17 janvier 1985,,.
| Mois                                  | jan.           | fév.             | mars           | avril         | mai           | juin           | jui.           | août          | sep.          | oct.            | nov.             | déc.           | année     |
| ------------------------------------- | -------------- | ---------------- | -------------- | ------------- | ------------- | -------------- | -------------- | ------------- | ------------- | --------------- | ---------------- | -------------- | --------- |
| Température minimale moyenne (°C)     | 0,5            | 0,3              | 2,2            | 4,2           | 8,1           | 11,3           | 13,4           | 13,2          | 9,8           | 7,2             | 3,5              | 1,3            | 6,3       |
| Température moyenne (°C)              | 3,6            | 4,3              | 7,4            | 10,2          | 14            | 17,4           | 19,8           | 19,6          | 15,7          | 11,9            | 7,1              | 4,3            | 11,3      |
| Température maximale moyenne (°C)     | 6,8            | 8,2              | 12,5           | 16,2          | 19,9          | 23,5           | 26,2           | 26            | 21,6          | 16,6            | 10,6             | 7,4            | 16,3      |
| Record de froid (°C) date du record   | −23 17.01.1985 | −17,6 25.02.1986 | −15,4 01.03.05 | −6,2 09.04.03 | −2 01.05.1984 | 0,4 05.06.1991 | 3,1 04.07.1984 | 3 31.08.1986  | −0,4 29.09.02 | −7 31.10.1985   | −11,1 24.11.1998 | −18 31.12.1985 | −23 1985  |
| Record de chaleur (°C) date du record | 16,2 30.01.02  | 22,1 27.02.19    | 26,1 31.03.21  | 29,2 19.04.18 | 33,3 28.05.17 | 38,4 18.06.22  | 41,8 25.07.19  | 40,6 12.08.03 | 35 14.09.20   | 30,3 01.10.1985 | 23 02.11.20      | 19 03.12.1985  | 41,8 2019 |
| Ensoleillement (h)                    | 631            | 904              | 1 483          | 190           | 2 164         | 2 308          | 2 422          | 232           | 1 857         | 1 254           | 698              | 574            | 18 514    |
| Précipitations (mm)                   | 48,2           | 44,2             | 45,9           | 48,3          | 64,9          | 52,4           | 56,4           | 53,9          | 52,4          | 63,8            | 55,3             | 58,9           | 644,6     |

| Diagramme climatique                                  |            |             |             |             |              |              |            |             |             |             |            |
| J                                                     | F          | M           | A           | M           | J            | J            | A          | S           | O           | N           | D          |
| 6,80,548,2                                            | 8,20,344,2 | 12,52,245,9 | 16,24,248,3 | 19,98,164,9 | 23,511,352,4 | 26,213,456,4 | 2613,253,9 | 21,69,852,4 | 16,67,263,8 | 10,63,555,3 | 7,41,358,9 |
| Moyennes : • Temp. maxi et mini °C • Précipitation mm |            |             |             |             |              |              |            |             |             |             |            |

Les paramètres climatiques de la commune ont été estimés pour le milieu du siècle (2041-2070) selon différents scénarios d'émission de gaz à effet de serre à partir des nouvelles projections climatiques de référence DRIAS-2020. Ils sont consultables sur un site dédié publié par Météo-France en novembre 2022.

## Urbanisme

### Typologie
Au 1er janvier 2024, Pont-Sainte-Marie est catégorisée grand centre urbain, selon la nouvelle grille communale de densité à 7 niveaux définie par l'Insee en 2022.
Elle appartient à l'unité urbaine de Troyes, une agglomération intra-départementale dont elle est une commune de la banlieue,. Par ailleurs la commune fait partie de l'aire d'attraction de Troyes, dont elle est une commune du pôle principal,. Cette aire, qui regroupe 209 communes, est catégorisée dans les aires de 200 000 à moins de 700 000 habitants,.

### Occupation des sols
L'occupation des sols de la commune, telle qu'elle ressort de la base de données européenne d’occupation biophysique des sols Corine Land Cover (CLC), est marquée par l'importance des territoires artificialisés (65,3 % en 2018), en augmentation par rapport à 1990 (57,9 %). La répartition détaillée en 2018 est la suivante : 
zones urbanisées (45,6 %), zones industrielles ou commerciales et réseaux de communication (19,7 %), zones agricoles hétérogènes (15,3 %), terres arables (13,2 %), forêts (6,3 %). L'évolution de l’occupation des sols de la commune et de ses infrastructures peut être observée sur les différentes représentations cartographiques du territoire : la carte de Cassini (XVIIIe siècle), la carte d'état-major (1820-1866) et les cartes ou photos aériennes de l'IGN pour la période actuelle (1950 à aujourd'hui).

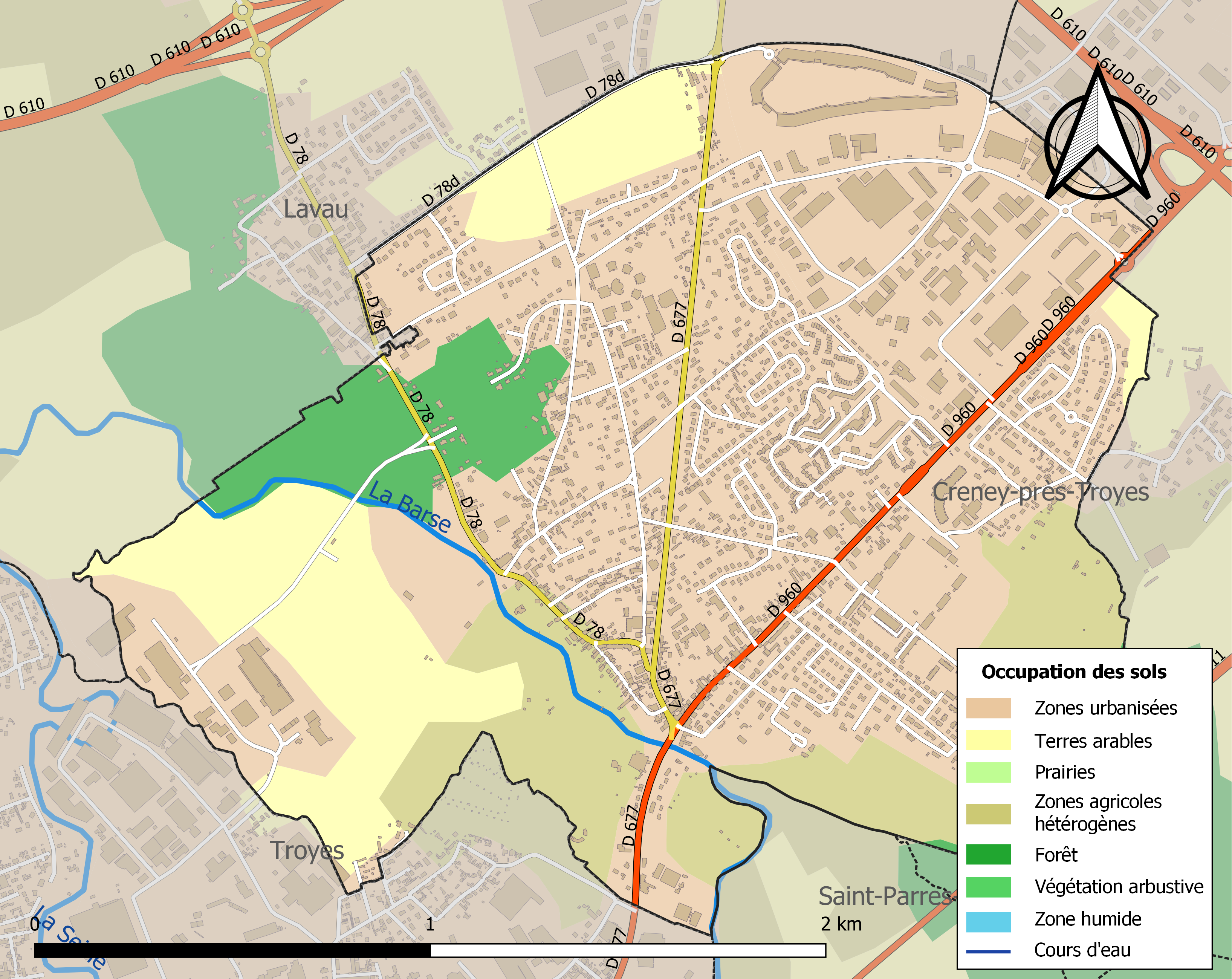
Carte des infrastructures et de l'occupation des sols de la commune en 2018 (CLC).

## Histoire
Les plus anciens seigneurs connus furent les comtes de Champagne qui firent des donations : Henri le Libéral à l'abbaye Saint-Loup de Troyes, confirmé en 1136 par Innocent II, le même en 1157 à la collégiale Saint-Étienne de Troyes. La dite collégiale avait droit de péage sur le pont jusqu'en 1750.
Le village était le siège d'une mairie et l'évêque exemptait de la main morte hommes et femmes de la mairie de Pont, en 1244.
Jusqu'en 1789, Pont dépendait de la généralité et de l'intendance de Châlons-sur-Marne, de l'élection et du bailliage de Troyes, elle dépendait de la Mairie royale de la Grande-rivière.

## Lieux et monuments

### L'église Notre-Dame-de-l'Assomption (XVIesiècle)

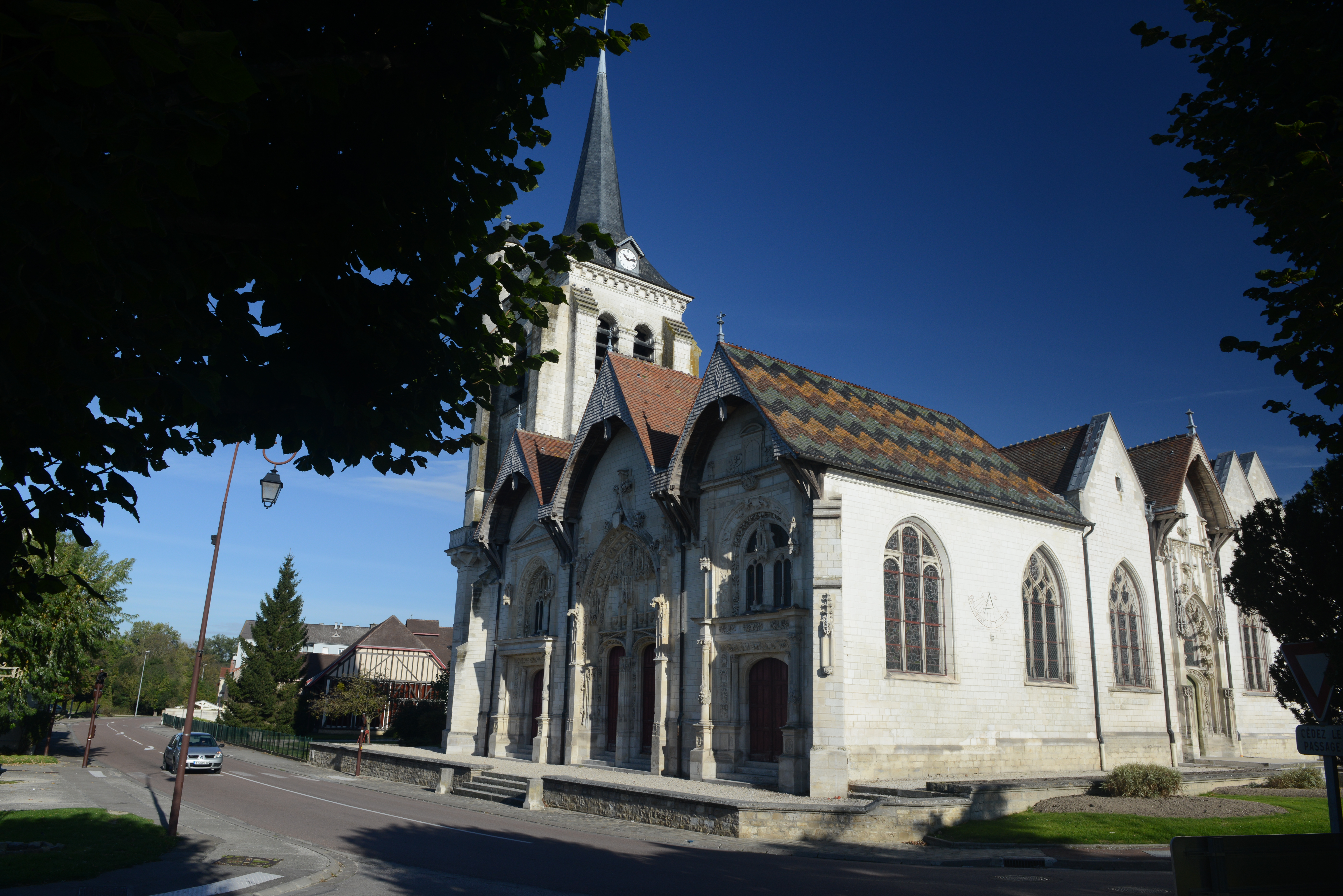
Église Notre-Dame-de-l'Assomption.

Classée monument historique, l'église de Pont-Sainte-Marie date du XVIe siècle. Construite dans un style gothique à l'origine, le style a évolué au fur et à mesure de sa construction vers un style Renaissance. Les stalles à l'intérieur de l'église sont du sculpteur François Joseph Valtat.

### Les magasins d'usine
Les magasins d'usine qui ont fait la renommée de la ville voisine, Troyes, sont aujourd'hui essentiellement situés dans les villes de Pont-Sainte-Marie et Saint-Julien-les-Villas. Pont-Sainte-Marie a ainsi vu naître sur son territoire le premier rassemblement de magasins d'usine (Marques City). Mc Arthur Glen est ensuite venu s'implanter à ses côtés.

### Le Labourat
Ancien hameau qui était à cheval sur les territoires de Troyes et Pont-Sainte-Marie et dépendait de la paroisse de l'église Saint-Nizier de Troyes. Depuis 1161, la vigne du Labourat était à l'abbaye Saint-Loup de Troyes, il y avait aussi un manoir qui était à la famille Turpin et qui disparaissait en 1913.

### Le Pont-Saint-Hubert
Hameau qui formait communauté avec Pont même si une ordonnance de l'intendant de Champagne leur a octroyé un syndic particulier en 1785. Il y avait un moulin du Pont-Saint-Hubert et un pont de bois pour relier Pont-Sainte-Marie à Troyes par-dessus la vieille Seine.

## Personnalités liées à la commune
Marcel Artelesa (1938-2016), footballeur de l'équipe de France 1963-1966 (21 sélections / 9 capitanats).
Jacques Schweitzer, maire adjoint de la ville de Troyes pendant 35 ans et historien local.
Marc Verdier - Pilote de Chasse de l'Escadrille Normandie Niemen - mort pour la France le 22 septembre 1944 en Prusse Orientale - une rue porte son nom a Pont Sainte Marie.

## Héraldique
|  | Les armes de la ville se blasonnent ainsi : Parti : au 1er d’azur à la bande d’argent côtoyée de deux doubles cotices potencées et contre-potencées d’or, au chef aussi d’azur chargé de trois fleurs de lys d’or, au 2e d’azur au pont d’une arche d’or maçonnée de sable, la clef de voûte chargée du monogramme de la Vierge du même, ledit pont posé sur des ondes d’argent mouvant de la pointe, surmonté de deux gerbes aussi d’or accompagnées d’une étoile d’argent en chef. |

## Politique et administration

### Liste des maires
| Période                                  | Période  | Identité        | Étiquette                          | Qualité |
| ---------------------------------------- | -------- | --------------- | ---------------------------------- | ------- |
| Les données manquantes sont à compléter. |          |                 |                                    |         |
| 1907                                     | 1924     | M. Hautelin     |                                    |         |
| 1924                                     | 1934     | M. Adenet       |                                    |         |
| 1934                                     | 1936     | M. Mathieu      |                                    |         |
| 1936                                     | 1940     | M. Jaffiol      |                                    |         |
| 1940                                     | 1945     | M. George       |                                    |         |
| 1945                                     | 1953     | M. Petitjean    |                                    |         |
| 1953                                     | 1956     | M. Marin        |                                    |         |
| 1956                                     | 1960     | M. Clement      |                                    |         |
| 1960                                     | 1965     | M. Cornet       |                                    |         |
| 1965                                     | 1989     | Robert Royer    |                                    |         |
| 1989                                     | 2001     | Jean Bischoff   | DVD                                |         |
| mars 2001                                | En cours | Pascal Landréat | UDF puis MoDem puis LREM puis EELV |         |

## Démographie

### Évolution démographique
L'évolution du nombre d'habitants est connue à travers les recensements de la population effectués dans la commune depuis 1793. Pour les communes de moins de 10 000 habitants, une enquête de recensement portant sur toute la population est réalisée tous les cinq ans, les populations de référence des années intermédiaires étant quant à elles estimées par interpolation ou extrapolation. Pour la commune, le premier recensement exhaustif entrant dans le cadre du nouveau dispositif a été réalisé en 2005.

En 2022, la commune comptait 5 202 habitants, en évolution de +2,6 % par rapport à 2016 (Aube : +0,7 %, France hors Mayotte : +2,11 %).
| 1793 | 1800 | 1806 | 1821 | 1831 | 1836 | 1841 | 1846 | 1851 |
| ---- | ---- | ---- | ---- | ---- | ---- | ---- | ---- | ---- |
| 717  | 950  | 635  | 498  | 660  | 647  | 667  | 675  | 639  |

| 1856 | 1861 | 1866 | 1872 | 1876 | 1881 | 1886 | 1891 | 1896 |
| ---- | ---- | ---- | ---- | ---- | ---- | ---- | ---- | ---- |
| 619  | 632  | 617  | 559  | 605  | 611  | 624  | 610  | 619  |

| 1901 | 1906 | 1911 | 1921 | 1926  | 1931  | 1936  | 1946  | 1954  |
| ---- | ---- | ---- | ---- | ----- | ----- | ----- | ----- | ----- |
| 585  | 631  | 704  | 839  | 1 055 | 1 352 | 1 506 | 1 440 | 1 530 |

| 1962  | 1968  | 1975  | 1982  | 1990  | 1999  | 2005  | 2006  | 2010  |
| ----- | ----- | ----- | ----- | ----- | ----- | ----- | ----- | ----- |
| 1 848 | 2 128 | 3 073 | 4 915 | 4 856 | 4 936 | 4 848 | 4 813 | 4 786 |

| 2015  | 2020  | 2022  | - | - | - | - | - | - |
| ----- | ----- | ----- | - | - | - | - | - | - |
| 4 976 | 5 146 | 5 202 | - | - | - | - | - | - |

### Pyramide des âges
En 2018, le taux de personnes d'un âge inférieur à 30 ans s'élève à 35,9 %, soit au-dessus de la moyenne départementale (35,2 %). À l'inverse, le taux de personnes d'âge supérieur à 60 ans est de 31,1 % la même année, alors qu'il est de 27,7 % au niveau départemental.
En 2018, la commune comptait 2 387 hommes pour 2 774 femmes, soit un taux de 53,75 % de femmes, largement supérieur au taux départemental (51,41 %).
Les pyramides des âges de la commune et du département s'établissent comme suit.
| Hommes | Classe d’âge | Femmes |
| ------ | ------------ | ------ |
| 1,6    | 90 ou +      | 4,8    |
| 8,7    | 75-89 ans    | 13,4   |
| 16,4   | 60-74 ans    | 16,8   |
| 17,4   | 45-59 ans    | 17,0   |
| 15,4   | 30-44 ans    | 16,2   |
| 19,6   | 15-29 ans    | 14,9   |
| 21,0   | 0-14 ans     | 16,9   |

| Hommes | Classe d’âge | Femmes |
| ------ | ------------ | ------ |
| 0,8    | 90 ou +      | 2,1    |
| 7,4    | 75-89 ans    | 10,2   |
| 17,4   | 60-74 ans    | 18,4   |
| 19,4   | 45-59 ans    | 19     |
| 17,8   | 30-44 ans    | 17,3   |
| 18,3   | 15-29 ans    | 15,9   |
| 19     | 0-14 ans     | 17,1   |